# کلیسای سفید

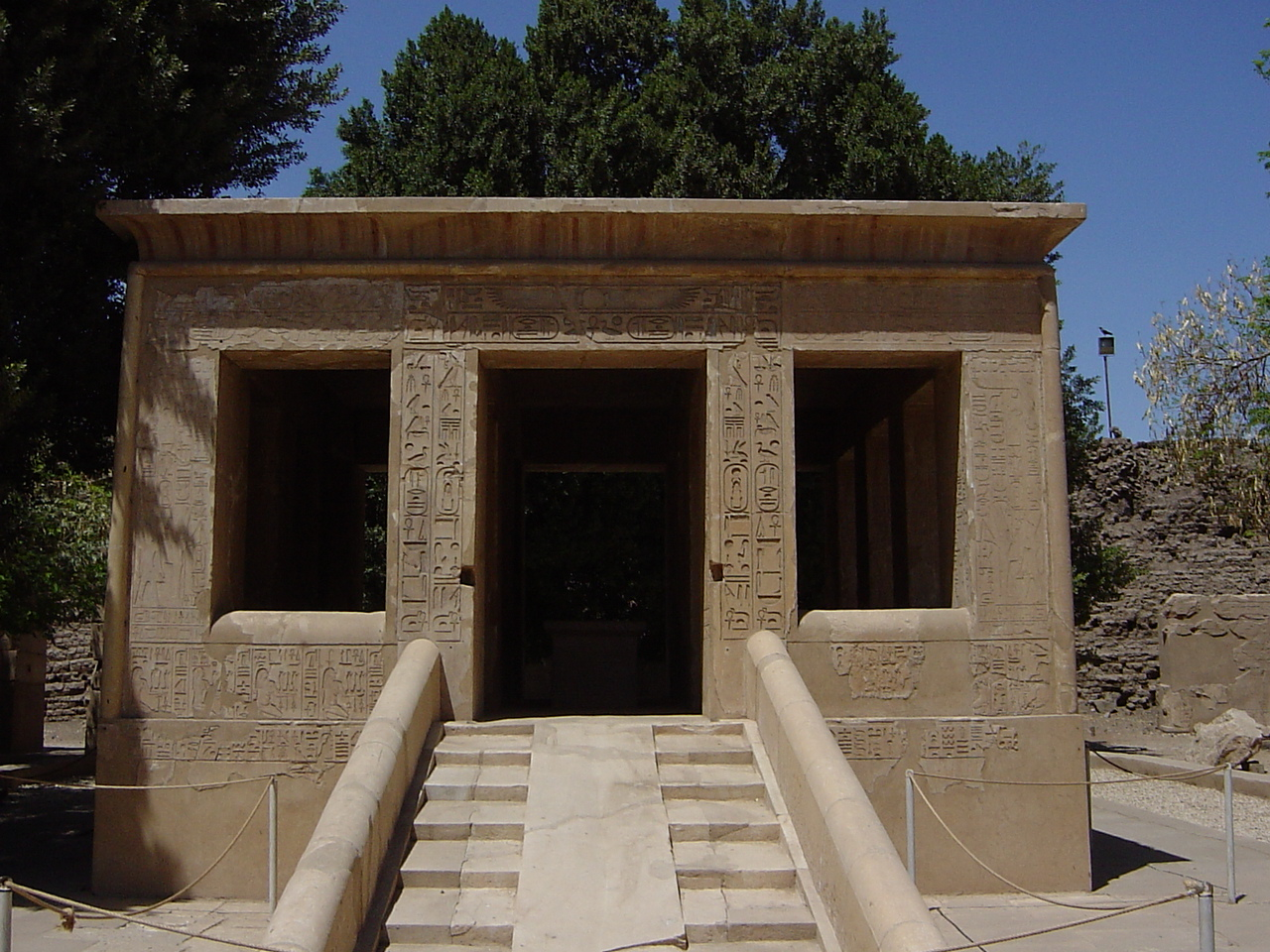
کلیسای سفید سنوسرت اول

در حال حاضر در موزه هوای آزاد کرنک بازسازی شده‌است. کلیسای سفید سنوسرت اول، یا کلیسای یوبیلی سنوسرت اول، در دوره پادشاهی میانه مصر ساخته شد و
در دوران پادشاهی نوین تخریب شد و به عنوان تأمین کننده سومین عمارت (پایلون) معبد کرنک،حوزه آمون-رع استفاده شد.
در سال ۱۹۲۷، قطعات برچیده شده در سومین عمارت معبد اصلی پیدا شد که در زمان آمنهوتپ سوم در کرنک ساخته شده بود و بین سال‌های ۱۹۲۷ و ۱۹۳۰ همه قطعات با دقت جابه جا
این قطعات بعد در ساختمانی که امروز دیده می‌شود، قرار گرفتند.

نقشه مصر و سرزمین های مجاور، در این نقشه کلیسای سفید در بخش شمال غربی پایین ترین سرزمین جای دارد. 
کلیسای سفید، از یک سنگ سفید بزرگ به نام آلاباستر ساخته شده‌است.ستون‌های آن نقش بسیار برجسته ای با کیفیت بسیار بالا دارند که به ندرت در جای دیگری در کرنک دیده می‌شود و فرعون سنوسرت اول را با تاج در آغوش آمون،هوروس،مین و پتاح به تصویر می کشند.
در تمام طول پایه‌های دیوارهای خارجی،مجموعه ای از نقش برجسته‌ها و نمادهای خدایان کور مصر‌ها یا استان‌های مصر را به تصویر می کشند.در طرف غربی،کور مصرهای مصر سفلی و در طرف شرقی،کور مصرهای مصر علیا هستند.

## نگارخانه

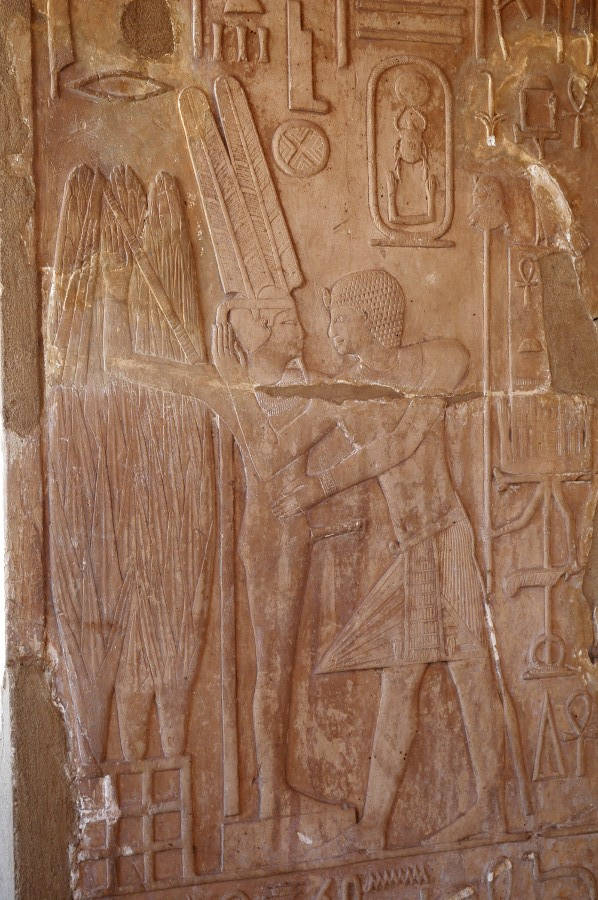
نقش برجسته‌های کلیسای سفید
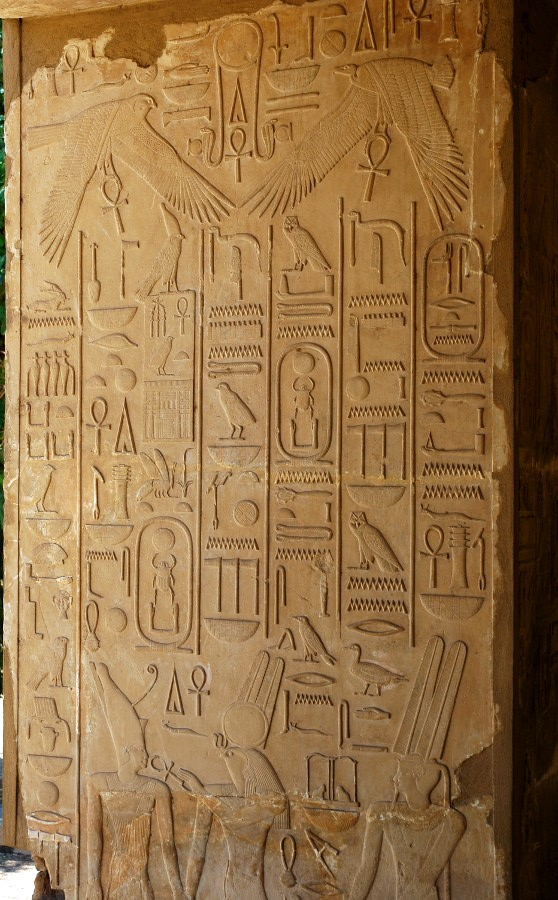
نقش برجسته‌های کلیسای سفید
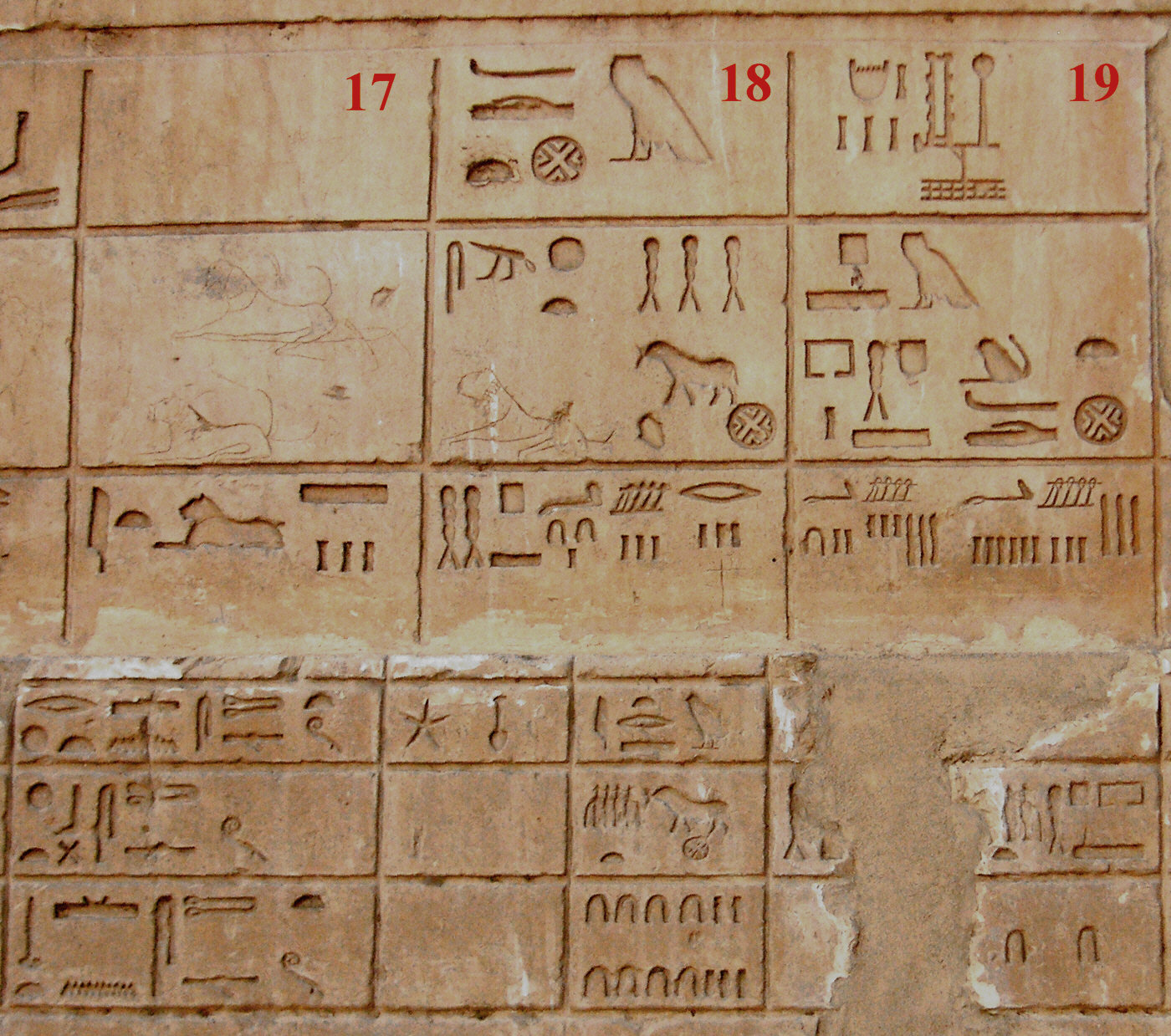
Nomes shown on the White chapel